# 杰宁省
杰宁省（阿拉伯语：‎）是巴勒斯坦国西岸地区十一省之一，是西岸地区北部边境省份。杰宁省面积583平方公里。首府為傑寧市。
根據巴勒斯坦中央統計局於2007年的人口普查結果，全省共有256,619人 生活在47,437個家庭中 。
傑寧省是唯一一個巴勒斯坦民族權力機構在西岸地區中所控制土地較多的一省。在2005年的以色列單邊撤離計畫之中，傑寧省的一些城市是以色列屯墾區的撤離目標之一。